# Janwillem van de Wetering

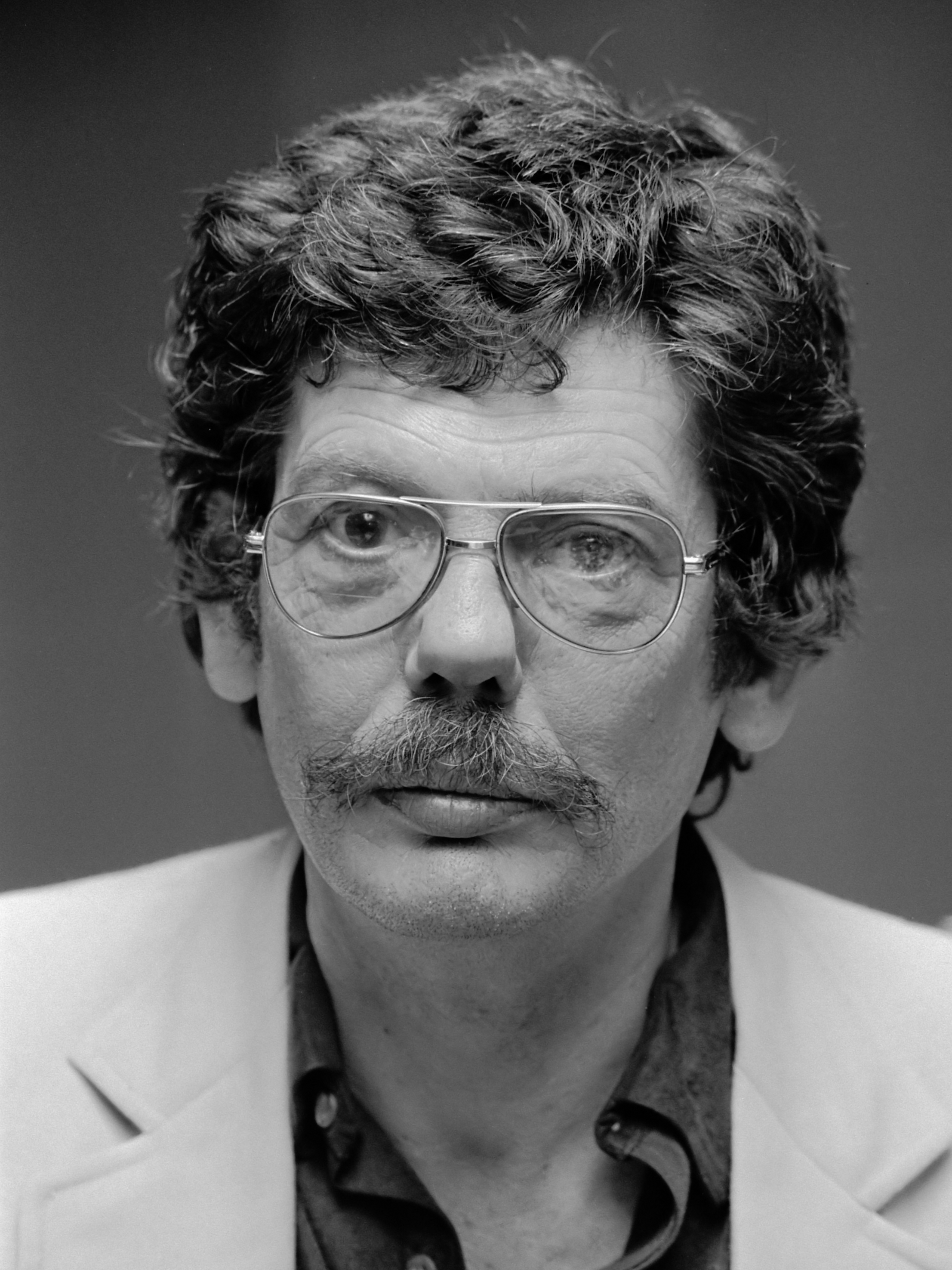
Janwillem Lincoln van de Wetering

Janwillem Lincoln van de Wetering (n. 12 martie 1931, Rotterdam, Țările de Jos – d. 4 iulie 2008, Blue Hill⁠(d), Maine, SUA) a fost un scriitor neerlandez. A scris în neerlandeză și engleză.